# Calum Robb
Pour les articles homonymes, voir Robb.
Calum Robb est un karatéka écossais surtout connu pour avoir remporté une médaille de bronze en kumite individuel masculin plus de 80 kilos aux championnats du monde de karaté 2008 à Tōkyō, au Japon.

## Résultats
| Résultat           | Date             | Épreuve                   | Catégorie | Compétition                                  | Ville hôte               |
| ------------------ | ---------------- | ------------------------- | --------- | -------------------------------------------- | ------------------------ |
| Médaille d'or      | Février 2003     | Kumite individuel - 75 kg | Cadets    | Championnats d'Europe juniors et cadets 2003 | Wrocław, en Pologne      |
| Médaille d'argent  | Novembre 2005    | Kumite individuel + 80 kg | Juniors   | Championnats du monde juniors et cadets 2005 | Limassol, à Chypre       |
| Médaille de bronze | Mai 2006         | Kumite individuel + 80 kg | Seniors   | Championnats d'Europe 2006                   | Stavanger, en Norvège    |
| 5e place           | Mai 2007         | Kumite individuel + 80 kg | Seniors   | Championnats d'Europe 2007                   | Bratislava, en Slovaquie |
| 7e place           | Mai 2007         | Kumite individuel open    | Seniors   | Championnats d'Europe 2007                   | Bratislava, en Slovaquie |
| Médaille de bronze | Juillet 2007     | Kumite individuel + 80 kg | Seniors   | Championnats d'Europe universitaires 2007    | Podgorica, au Monténégro |
| Médaille de bronze | Juillet 2007     | Kumite individuel open    | Seniors   | Championnats d'Europe universitaires 2007    | Podgorica, au Monténégro |
| Médaille de bronze | 16 novembre 2008 | Kumite individuel + 80 kg | Seniors   | Championnats du monde 2008                   | Tōkyō, au Japon          |